# Јошихико Нода
Јошихико Нода (јап. 野田 佳彦; 20. мај 1954) је бивши премијер Јапана, лидер Демократске партије Јапана и незванични вођа опозиције од 23. септембра 2024. Именован је за наследника премијера Наото Кана као резултат избора унутар партије где је победио противкандидата Банри Каиеда, а формално је именован 2. септембра 2011. године, функцију премијера је обављао до 26. децембра 2012. године.